# فهرست پستانداران ایران
این فهرست وضعیت ۲۱۴ گونه پستاندار موجود در ایران را در فهرست سرخ IUCN نشان می‌دهد. دو مورد از آنها در در بحران انقراض، شش مورد در در خطر انقراض، ۱۷ مورد آسیب‌پذیر و پنج مورد در نزدیک تهدید هستند. احتمالاً ۱۱ گونه دیگر وجود دارد. برچسب‌های زیر برای برجسته کردن وضعیت هر گونه در فهرست سرخ IUCN منتشرشده توسط اتحادیه بین‌المللی حفاظت از طبیعت استفاده می‌شود:

## راهنما
| EX | Extinct               | آخرین مورد بدون شک از بین رفته است. |
| EW | Extinct in the wild   | تنها برای زنده ماندن در اسارت یا به عنوان جمعیت طبیعی خارج از محدوده پراکنش پیشین خود شناخته شده است.                                               |
| CR | Critically endangered | این گونه در بحران انقراض قریب‌الوقوع در طبیعت قرار دارد، زیرا تنها کمتر از ۲۵۰ فرد از آن زنده مانده است.                                             |
| EN | Endangered            | این گونه با خطر انقراض بسیار بالایی در طبیعت مواجه است، زیرا جمعیت آن کمتر از ۲۵۰۰ قلاده است..                                                      |
| VU | Vulnerable            | این گونه با خطر بالای انقراض در طبیعت روبرو است، زیرا جمعیت آن کمتر از ۱۰۰۰۰ قلاده است.                                                             |
| NT | Near threatened       | این گونه هیچ‌یک از معیارهایی که آن را به عنوان در معرض خطر انقراض طبقه‌بندی می‌کند را برآورده نمی‌کند، اما احتمالاً در آینده شامل این معیارها خواهد گشت. |
| LC | Least concern         | هیچ خطر قابل شناسایی فعلی برای این گونه وجود ندارد.                                                                                                 |
| DD | Data deficient        | اطلاعات کافی برای ارزیابی خطرات این گونه وجود ندارد.                                                                                                |

## راسته:هوچرب‌کورسانان

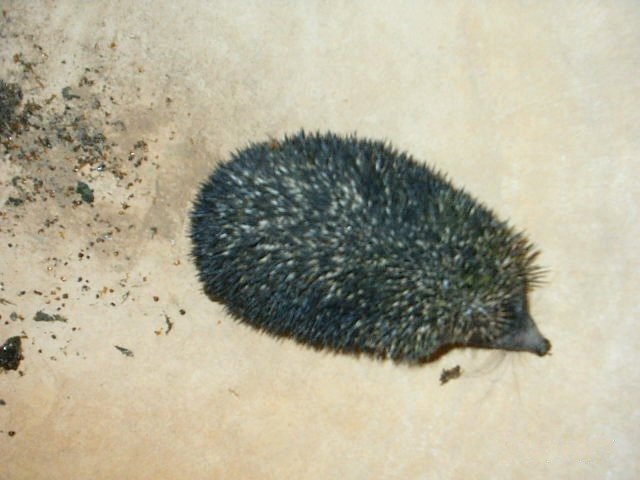
خارپشت ایرانی

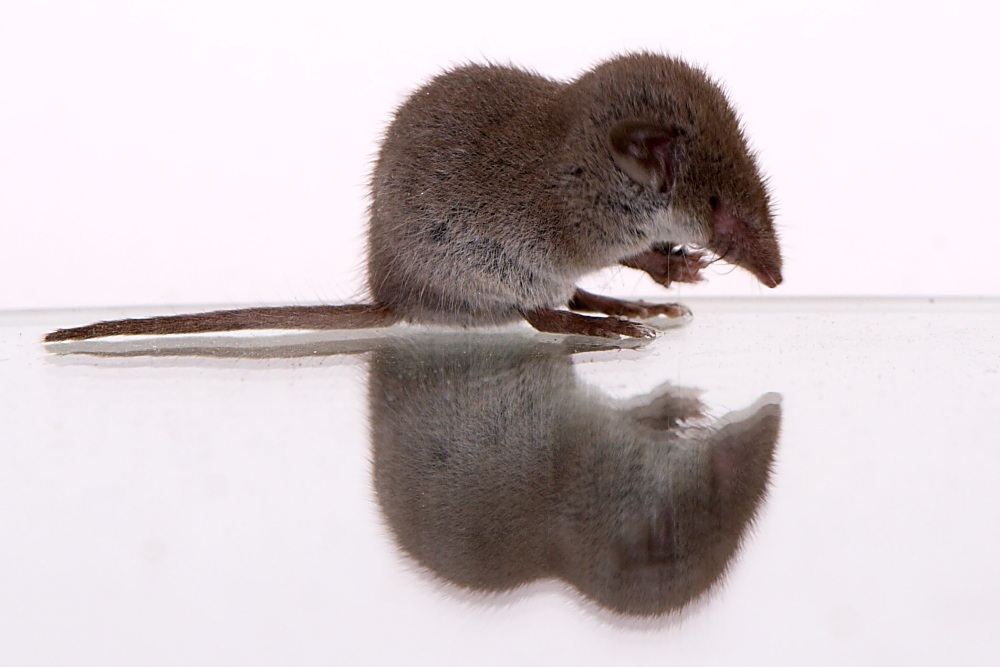
حشره‌خوار دندان‌سفید کوچک

راستهٔ هوچرب‌کورسانان (EULIPOTYPHLA) به‌تازگی بر اساس رده‌بندی جدید ایجاد شده است و شامل دو راستهٔ پیشین «خارپشت‌سانان» و «حشره‌خوارسانان» است.
خانواده خارپشتان یک خانواده واحد به نام Erinaceidae است که شامل جوجه‌تیغی‌ها و موش‌تیغی‌ها می‌شود. جوجه‌تیغی‌ها به راحتی از روی ستون فقراتشان تشخیص داده می‌شوند. در حالی که موش‌تیغی بیشتر شبیه موش‌های بزرگ هستند.
حشره‌خوار و شکاف‌دندان‌ها شباهت زیادی به موش‌ها دارند در حالی که موش کور حفره‌های تنومندی هستند.
- خانواده: خارپشتان (hedgehogs)
  - زیرخانواده: جوجه‌تیغی
    - سرده: خارپشت‌های گوش‌کوتاه
      - خارپشت سینه‌سفید، E. concolor LC

    - سرده: خارپشت‌های گوش‌بلند
      - خارپشت گوش‌بلند، H. auritus LC

    - سرده: خارپشت‌های بیابانی
      - خارپشت بیابانی، P. aethiopicus LC
      - خارپشت ایرانی، P. hypomelas LC
- خانواده: حشره‌خواران (shrews)
  - زیرخانواده: حشره‌خوار دندان‌سفید
    - سرده: حشره‌خوارهای دندان‌سفید
      - حشره‌خوار خزر، C. caspica DD
      - حشره‌خوار دندان‌سفید گملین، C. gmelini LC
      - حشره‌خوار دورنگ، C. leucodon LC
      - حشره‌خوار کاتینکا، C. katinka DD presence uncertain
      - حشره‌خوار دندان سفید کوچک، C. suaveolens LC[۱]
      - حشره‌خوار شوش، C. susiana EN
      - حشره‌خوار صخره‌ای زارودنی، C. zarudnyi LC

  - زیرخانواده: حشره‌خوارهای دندان‌سرخ
    - Tribe: Nectogalini
      - سرده: حشره‌خوارهای آبی اوراسیایی
      - حشره‌خوار آبی مدیترانه، N. anomalus
        - حشره‌خوار آبی قفقاز، N. schelkovnikovi LC

    - Tribe: حشره‌خوارهای دم‌دراز
      - سرده: حشره‌خوارهای دم‌دراز
        - حشره‌خوار کوتوله قفقازی، S. volnuchini LC

      - سرده: حشره‌خوارهای مشکین
      - حشره‌خوار خانگی آسیایی، S. murinus introduced, presence uncertain
        - حشره‌خوار اتروسی، S. etruscus
- خانواده: کورموشان (moles)
  - زیرخانواده: موش کورهای بر قدیم
    - Tribe: Talpini
      - سرده: موش کورهای اروپایی
        - موش کور پدر داوید، T. davidiana DD
        - موش کور شام، T. levantis

## راسته:خفاش‌سانان

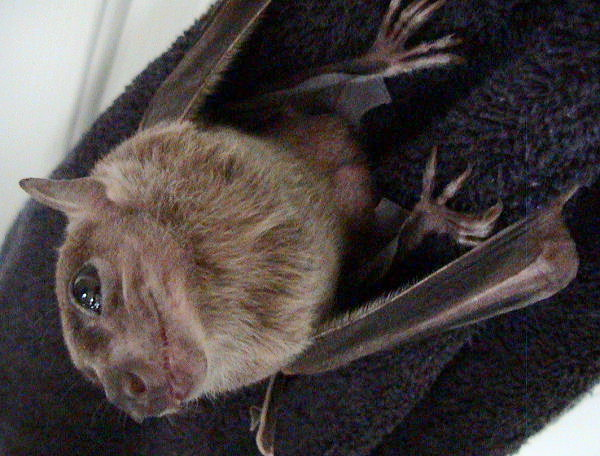
خفاش میوه‌خوار مصری

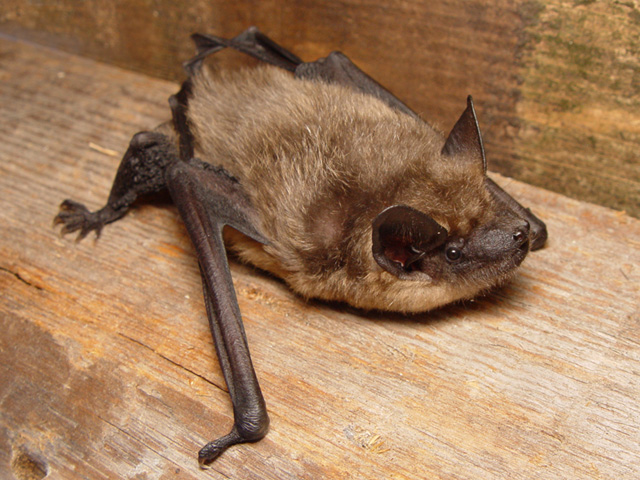
خفاش سروتین

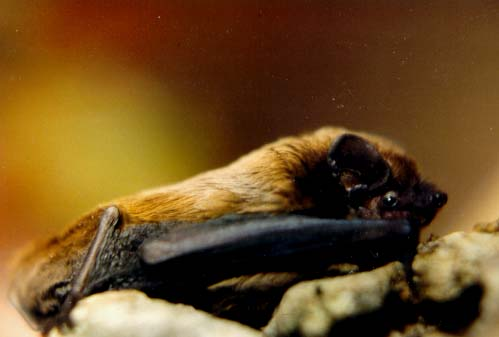
خفاش جنگلی کوچک

متمایزترین ویژگی خفاش‌ها این است که اندام‌های جلویی آنها به صورت بال توسعه یافته است و آنها را به تنها پستاندارانی تبدیل می‌کند که قادر به پرواز هستند. گونه‌های خفاش حدود ۲۰ درصد از کل پستانداران را تشکیل می‌دهند.
- خانواده: خفاش میوه‌خوار (flying foxes, Old World fruit bats)
  - زیرخانواده: Pteropodinae
    - سرده: Rousettus
      - خفاش میوه‌خوار مصری، R. aegyptiacus LC
- خانواده: خفاش‌ناهیدی
  - زیرخانواده: Myotinae
    - سرده: خفاش گوش‌موشی
      - Steppe whiskered bat, M. aurascens LC
      - خفاش انگشت‌دراز، M. capaccinii VU[۲]
      - خفاش بششتاین، M. bechsteini NT[۳]
      - خفاش گوش‌موشی کوچک، M. blythii LC[۴]
      - خفاش حنایی، M. emarginatus LC[۵]
      - خفاش سبیل‌دار، M. mystacinus LC[۶]
      - خفاش ارس، M. nattereri LC[۷]
      - Nepal myotis, M. nipalensis LC
      - خفاش شائوب، M. schaubi DD[۸]

  - زیرخانواده: Vespertilioninae
    - سرده: Barbastella
      - خفاش گوش پهن اروپایی، B. barbastellus NT
      - خفاش گوش‌پهن، B. leucomelas LC
      - Barbastella caspica

    - سرده: Otonycteris
      - خفاش گوش‌پیکانی، O. hemprichii LC
      - خفاش بیابانی آسیای میانه، O. leucophaea DD

    - سرده: Eptesicus
      - E. anatolicus LC
      - خفاش قره‌قوم، E. bobrinskoi LC
      - خفاش زرد، E. bottae LC
      - خفاش شمالی، E. nilssoni LC
      - E. ognevi LC
      - E. pachyomus LC
      - خفاش سروتین، E. serotinus LC
      - Eptesicus pachyomus

    - سرده: Hypsugo
      - خفاش عمانی، H. arabicus LC
      - خفاش دو رنگ، H. savii LC[۹]

    - سرده: Nyctalus
      - خفاش جنگلی بزرگ، N. lasiopterus NT[۱۰]
      - خفاش جنگلی کوچک، N. leisleri LC[۱۱]
      - خفاش جنگلی معمولی، N. noctula LC[۱۲]

    - سرده: شب‌پرک‌ها
      - خفاش بال‌سفید، P. kuhlii LC
      - شب‌پرک معمولی، P. pipistrellus LC
      - Soprano pipistrelle, P. pygmaeus LC

    - سرده: Plecotus
      - خفاش گوش‌دراز قهوه‌ای، P. auritus LC[۱۳]
      - خفاش گوش‌بلند، P. austriacus LC
      - Mountain long-eared bat, P. macrobullaris LC
      - P. strelkovi LC

    - سرده: Vespertilio
      - خفاش برفکی، V. murinus LC

    - سرده: Rhyneptesicus
      - خفاش سند، R. nasutus LC[۱۴]
- خانواده: Rhinopomatidae
  - سرده: Rhinopoma
    - خفاش دم‌موشی کوچک، R. hardwickei LC
    - خفاش دم‌موشی بزرگ، R. microphyllum LC
    - خفاش دم‌موشی مسقطی، R. muscatellum LC
- خانواده: خفاش‌های بال‌کیسه‌ای
  - سرده: Taphozous
    - خفاش مقبره‌ای شکم‌برهنه،  T. nudiventris LC
    - خفاش مقبره ای مصری، T. perforatus LC
- خانواده: خفاش نعل‌بینی
  - زیرخانواده: خفاش نعل‌بینی
    - سرده: خفاش نعل‌بینی
      - خفاش نعل اسبی کوهستان، R. blasii LC[۱۵]
      - خفاش نعل بینی مدیترانه ای، R. euryale NT[۱۶]
      - خفاش نعل بینی بخارایی، R. bocharicus LC
      - خفاش نعل‌اسبی بزرگ، R. ferrumequinum LC[۱۷]
      - خفاش نعل‌اسبی کوچک، R. hipposideros LC[۱۸]
      - خفاش نعل بینی مهلی، R. mehelyi VU[۱۹]

  - زیرخانواده: خفاش‌های برگ‌بینی بر قدیم
    - سرده: Asellia
      - خفاش بینی برگه‌ای سه دندانه، A. tridens LC

    - سرده: Triaenops
      - خفاش بینی‌برگه‌ای ایرانی، T. persicus LC
- خانواده: خفاش‌های دم‌آزاد
  -     - سرده: Tadarida
    - خفاش دم‌آزاد مصری، T. aegyptiaca LC
    - خفاش دم‌آزاد اروپایی، T. teniotis LC

## راسته:گوشت‌خوارسانان

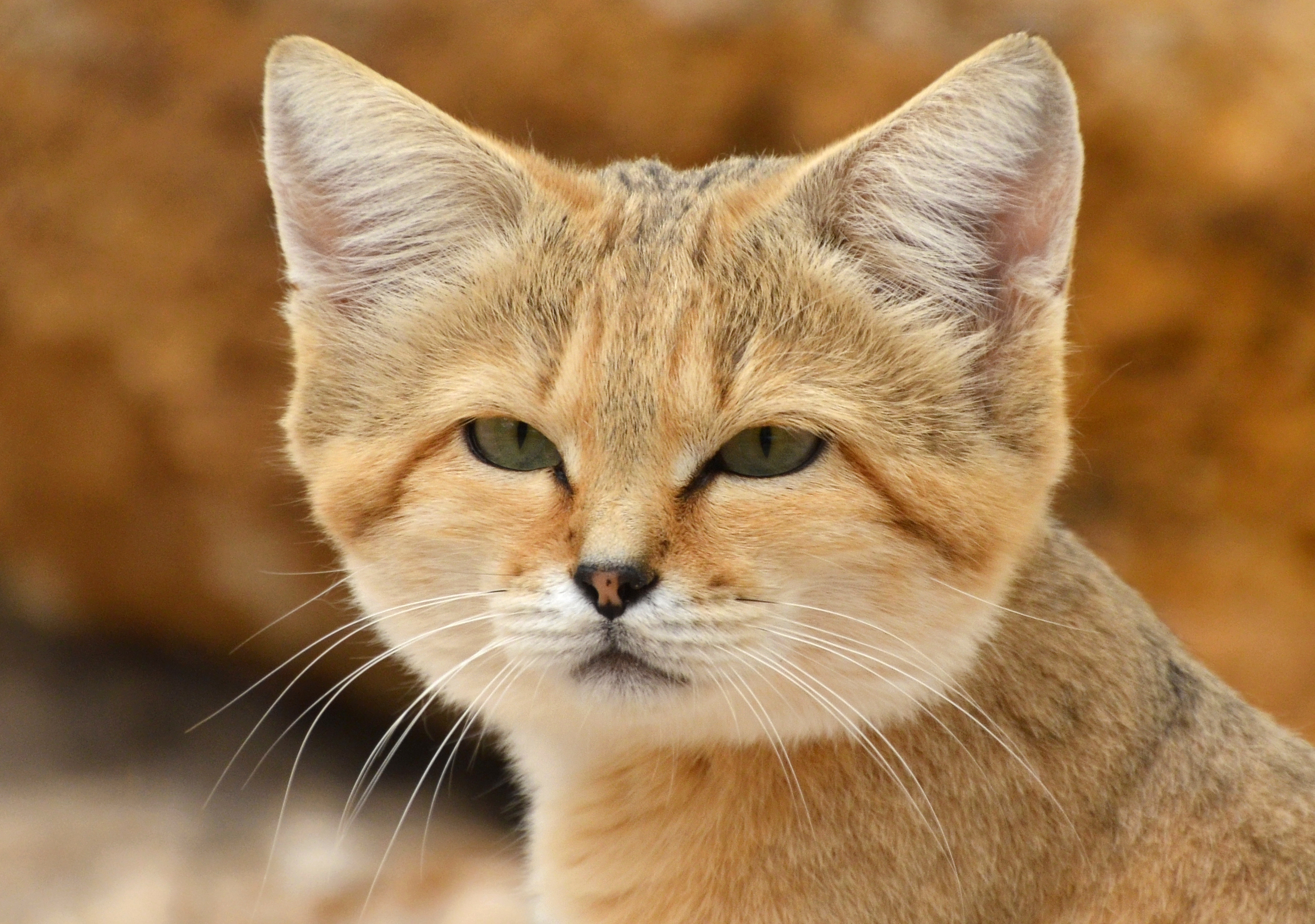
گربه شنی

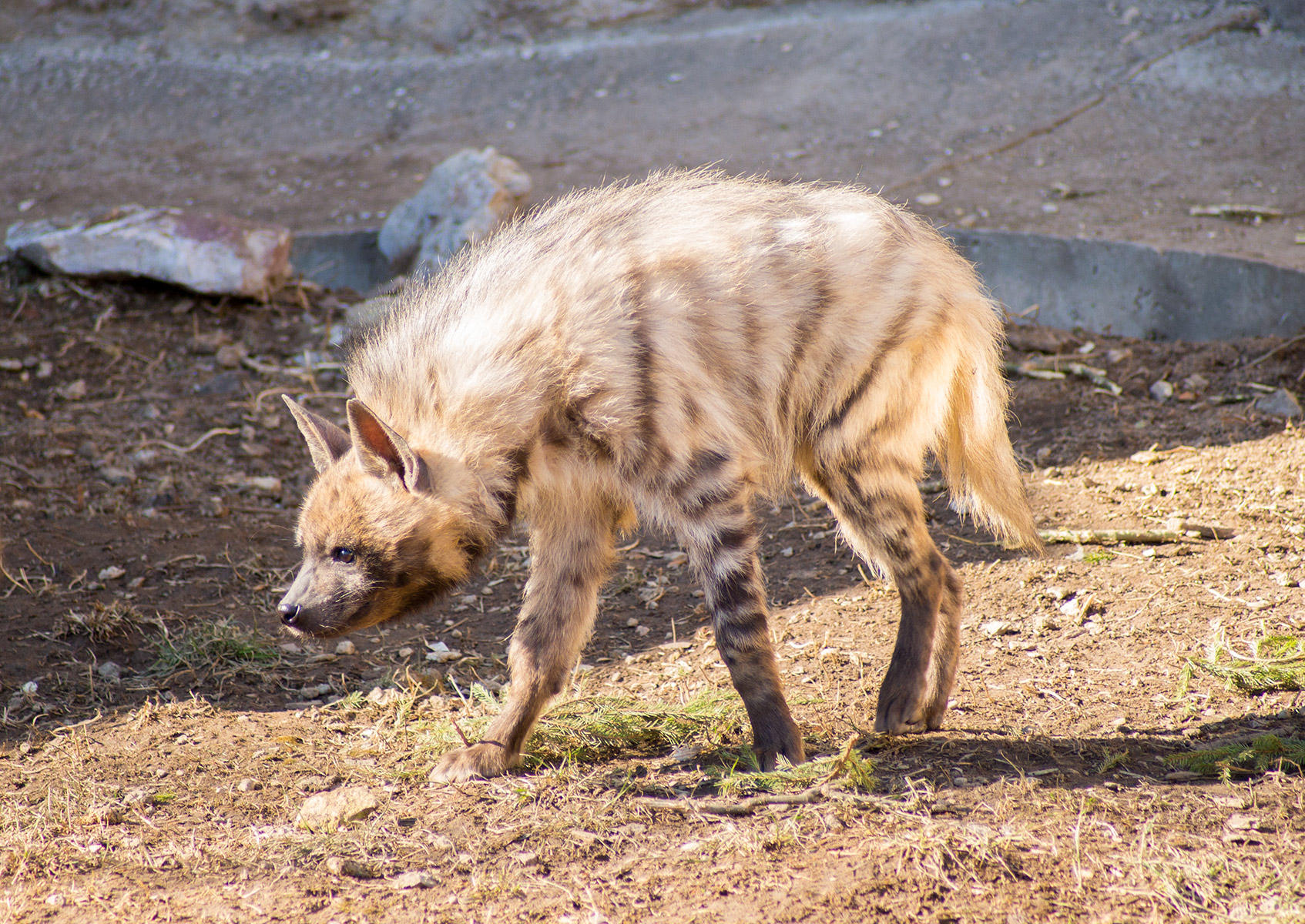
کفتار راه‌راه

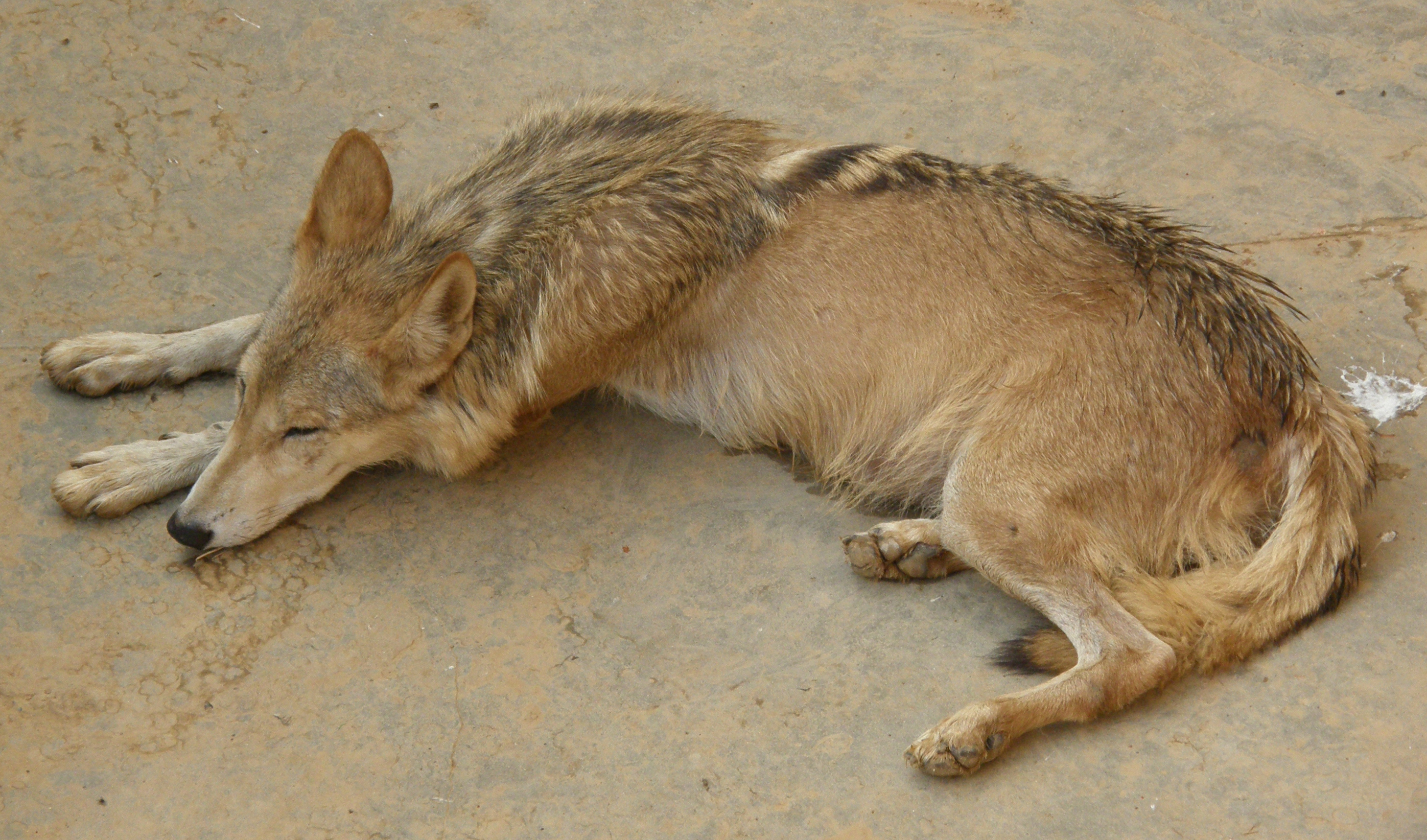
گرگ هندی

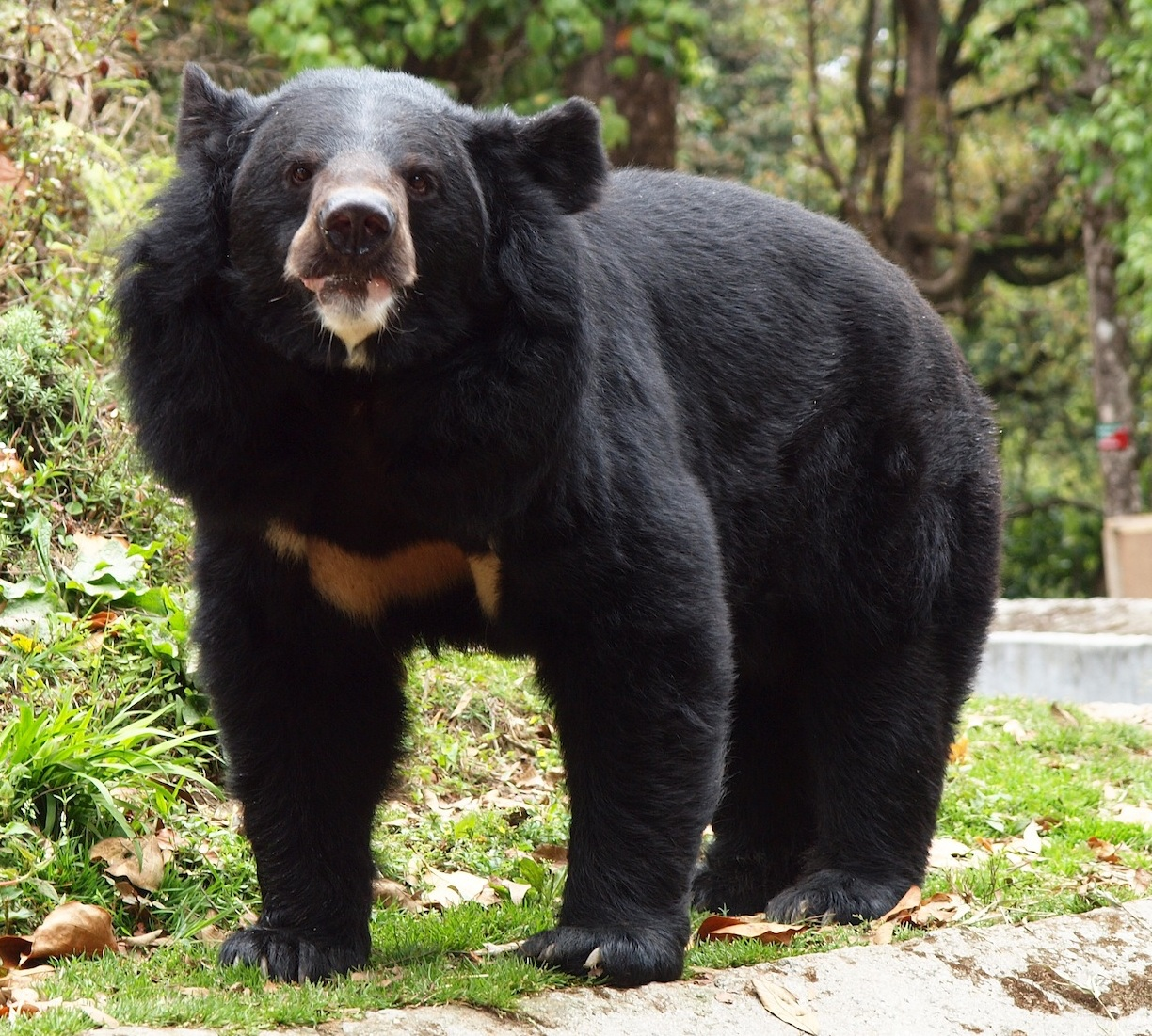
خرس ماه

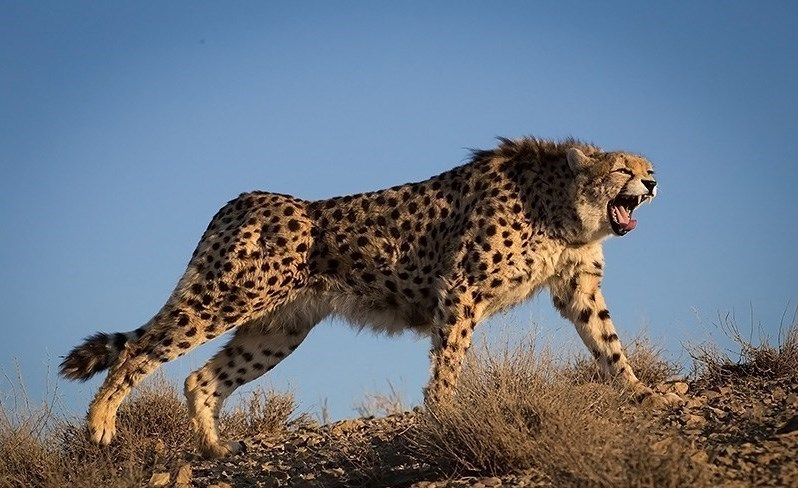
یوزپلنگ آسیایی

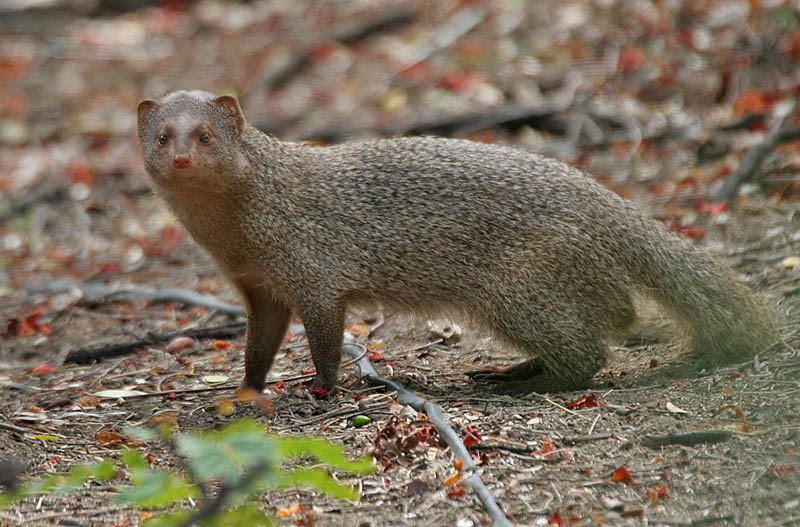
خدنگ خاکستری هندی

گوشت‌خوارسانان بیش از ۲۶۰ گونه گوشتخوار وجود دارد که اکثر آنها عمدتاً از گوشت تغذیه می‌کنند. آنها شکل جمجمه و دندانه مشخصی دارند.
- زیرراسته: گربه‌سانیان
  - خانواده: گربه‌ایان
    - زیرخانواده: گربه‌ایان کوچک
      - سرده: ثابت‌پنجه
        - یوزپلنگ، A. jubatus
          - یوزپلنگ آسیایی، A. j. venaticus CR[۲۰]

      - سرده: سیاه‌گوش
        - سیاه‌گوش، C. caracal LC[۲۱]

      - سرده: گربه‌ها
        - گربه جنگلی، F. chaus LC[۲۲]
        - گربه‌وحشی آفریقایی، F. lybica
          - گربه‌وحشی آسیایی، F. l. ornata

        - گربه شنی، F. margarita LC[۲۳]
          - Turkestan sand cat, F. m. thinobia

      - سرده: وشق
        - وشق اوراسیایی، L. lynx LC[۲۴]

      - سرده: گربه پالاس
        - گربه پالاس، O. manul LC[۲۵]

    - زیرخانواده: پلنگیان
      - سرده: پلنگ‌مانندها
        - پلنگ، P. pardus VU
          - پلنگ ایرانی EN[۲۶]

  - خانواده: خدنگان (mongooses)
    - سرده: خدنگ‌های آسیایی
      - خدنگ کوچک هندی، U. auropunctata LC[۲۷]
      - خدنگ خاکستری هندی، U. edwardsii LC[۲۸]

  - خانواده: کفتاران (hyaenas)
    - سرده: کفتار راه‌راه
      - کفتار راه‌راه، H. hyaena NT[۲۹]
- زیرراسته: سگ‌سانیان
  - خانواده: سگان
    - سرده: سگ (سرده)
      - شغال زرد، C. aureus LC[۳۰]
        - Persian jackal, C. a. aureus

      - گرگ، C. lupus LC[۳۱]
        - Steppe wolf, C. l. campestris
        - گرگ هندی، C. l. pallipes

    - سرده: روباه‌ها (سرده)
      - شاه‌روباه، V. cana LC[۳۲]
      - روباه ترکمنی، V. corsac LC
      - روباه شنی، V. rueppellii LC[۳۳]
      - روباه سرخ، V. vulpes LC[۳۴]

  - خانواده: خرسان (bears)
    - سرده: خرس (سرده)
      - خرس قهوه‌ای، U. arctos LC[۳۵]
      - خرس ماه، U. thibetanus VU[۳۶]

  - خانواده: راسویان (mustelids)
    - سرده: شنگ‌ها (سرده)
      - شنگ (جانور), L. lutra NT[۳۷]

    - سرده: سمور
      - سمور سنگی، M. foina LC[۳۸]
      - سمور جنگلی، M. martes LC[۳۹]

    - سرده: رودک (سرده)
      - Caucasian badger, M. canescens NE

    - سرده: Mellivora
      - گورکن عسل‌خوار، M. capensis LC[۴۰]

    - سرده: راسو
      - راسوی کوچک، M. nivalis LC[۴۱]

    - سرده: Vormela
      - زرده‌بر، V. peregusna VU[۴۲]

  - خانواده: فک بی‌گوش (earless seals)
    - سرده: فک‌های خزرقطبی
      - فک خزری، P. caspica EN[۴۳]

## راسته:آب‌بازسانان

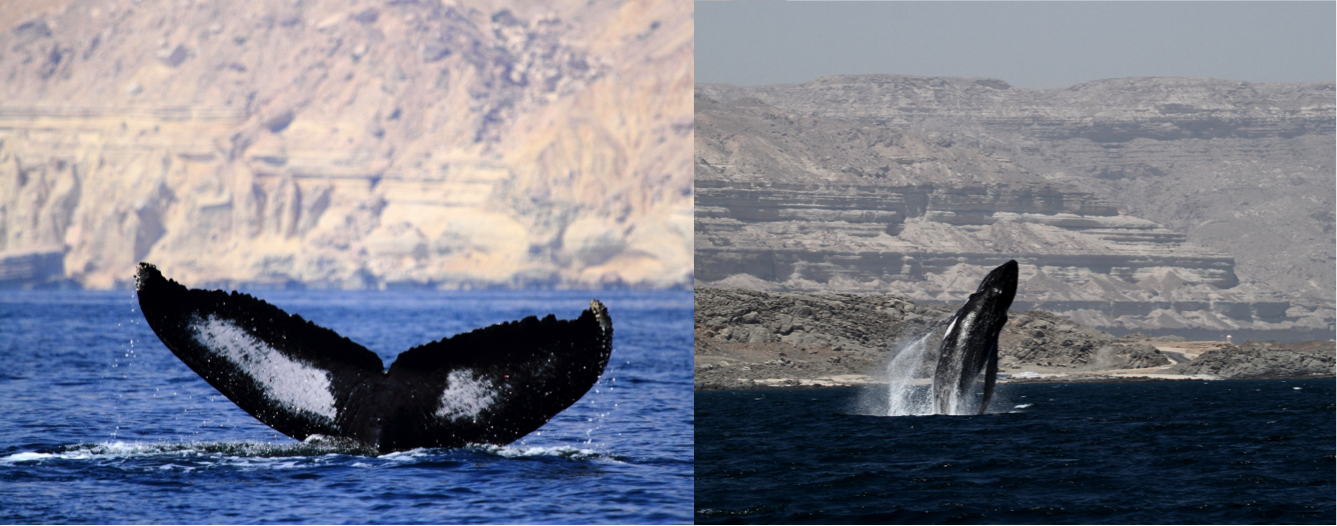
نهنگ گوژپشت در دریای عمان

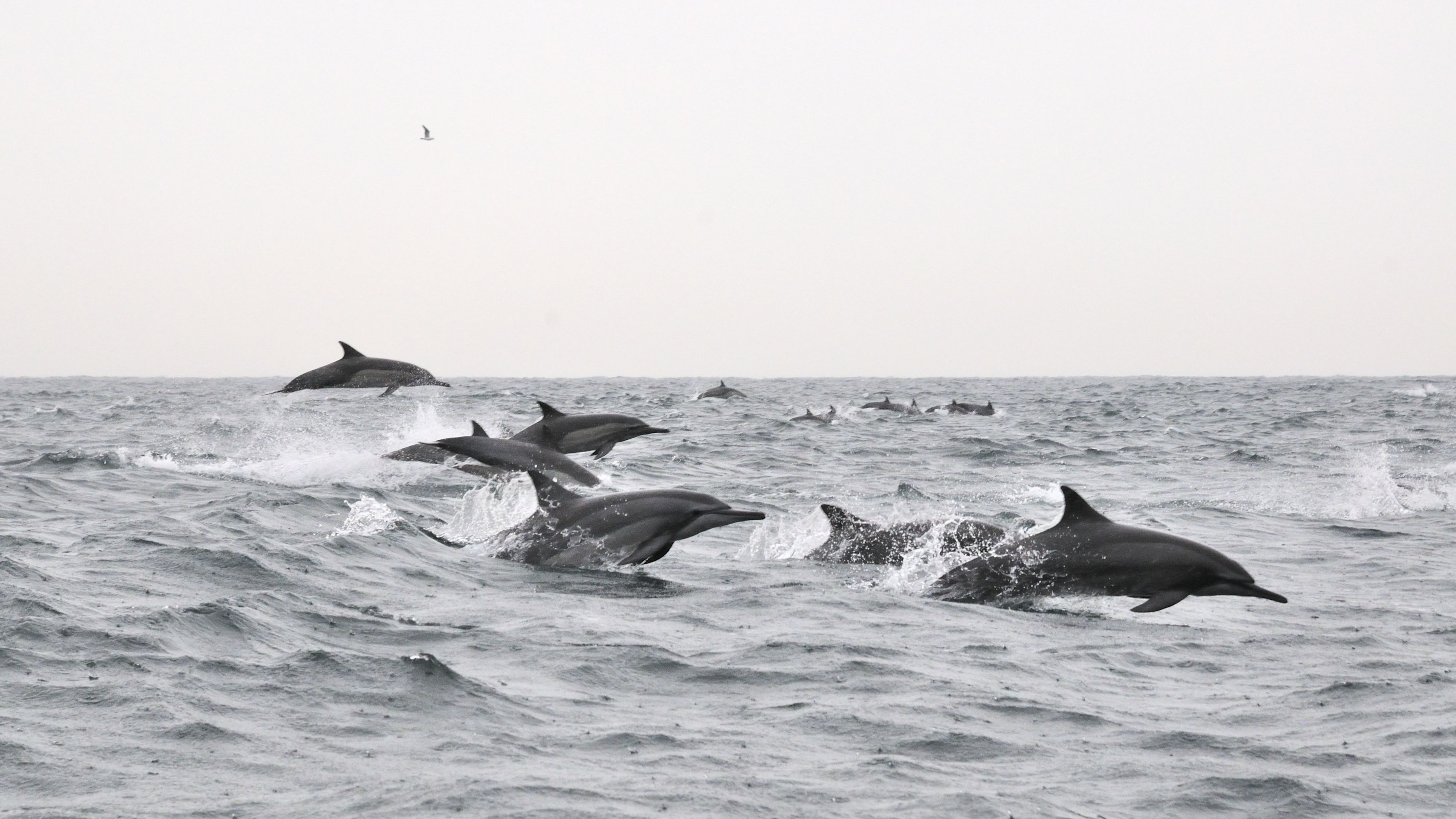
دلفین فرفره در دریای عمان

راسته آب‌بازسانان شامل نهنگ‌ها، دلفین‌ها و گرازماهی است. آنها پستاندارانی هستند که به‌طور کامل با آبزیان سازگاری دارند، بدنی تقریباً بدون موی دوکی شکل، محافظت شده توسط لایه ضخیم، و اندام‌های جلویی و دم آن‌ها برای ایجاد نیروی محرکه در زیر آب اصلاح شده‌اند.
بیش از ۱۴ گونه در منطقه انحصاری اقتصادی ایران ثبت شده است.
- زیرشاخه: آب‌بازسانان بی‌دندان
  - خانواده: بزرگ‌باله‌ایان
    - زیرخانواده: بزرگ‌باله‌ایان
      - سرده: تیغ‌باله‌ها
        - نهنگ سئی، B. borealis EN
        - نهنگ براید، B. edeni DD
        - نهنگ آبی، B. musculus EN
        - نهنگ اومورا، B. omurai DD[۴۵]
        - نهنگ تیغ‌باله، B. physalus EN
        - نهنگ نیزه‌ای معمولی، B. acutorostrata

      - سرده: نهنگ خلبان
        - نهنگ خلبان باله‌کوتاه، G. macrorhynchus

      - سرده: Kogia
        - نهنگ عنبر کوتوله، K. Sima

      - سرده: قاتل‌ها (سرده)
        - نهنگ قاتل، O. Orca

      - سرده: Physeter
        - نهنگ عنبر، P. macrocephalus

      - سرده: نهنگ غازمنقار
        - نهنگ غازمنقار، Z. cavirostris

    - زیرخانواده: نهنگ گوژپشت
      - سرده: نهنگ گوژپشت
        - نهنگ گوژپشت، Megaptera novaeangliae CR (Arabian Sea population)[۴۶]
- زیرشاخه: آب‌بازسانان دندان‌دار
  - Superfamily: Platanistoidea
    - خانواده: گرازماهی
      - سرده: Neophocaena
        - Finless porpoise, Neophocaena phocaenoides DD

    - خانواده: دلفینیان (marine dolphins)
      - سرده: دلفین گوژپشت
        - دلفین سفید چینی، Sousa chinensis DD

      - سرده: دلفین سخت‌دندان
        - دلفین سخت‌دندان، Steno bredanensis DD

      - سرده: دلفین پوزه‌بطری معمولی
        - دلفین پوزه‌بطری معمولی، Tursiops aduncus DD

      - سرده: لاغردلفین‌ها
        - دلفین فرفره، Stenella longirostris DD

      - سرده: دلفین معمولی
        - دلفین معمولی، Delphinus capensis DD

      - سرده: دلفین فریزر
        - دلفین فریزر، Lagenodelphis hosei DD

      - سرده: دلفین یونس
        - دلفین یونس، Grampus griseus DD

      - سرده: نهنگ قاتل کوتوله
        - نهنگ قاتل کوتوله، Feresa attenuata DD

      - سرده: نهنگ کله‌خربزه‌ای
        - نهنگ کله‌خربزه‌ای، Peponocephala electra DD

      - سرده: Pseudorca
        - نهنگ دندان‌کلفت، Pseudorca crassidens DD

## راسته:گاودریایی‌سانان

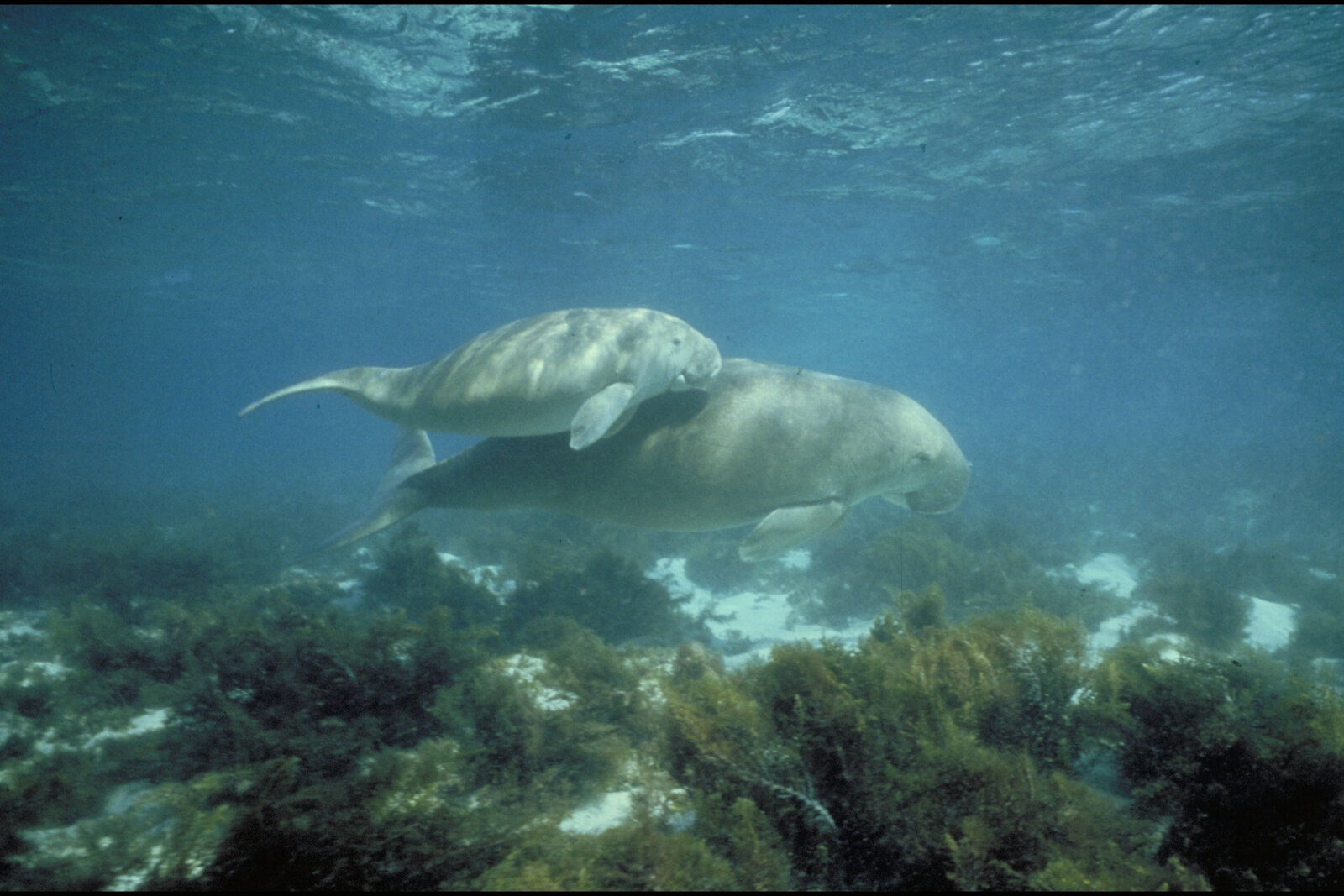
فیل دریایی

گاودریایی‌سانان راسته ای از پستانداران کاملاً آبزی و گیاهخوار است که در رودخانه‌ها، مصب‌ها، آب‌های دریایی ساحلی، باتلاق‌ها و تالاب‌های دریایی زندگی می‌کنند. هر چهار گونه در معرض خطر انقراض هستند.
- خانواده: دریافیلان
  - سرده: فیل دریایی
    - فیل دریایی، D. dugon وضعیت نامشخصی VU دارد.[۴۷]

## راسته:تک‌سم‌سانان
تک‌سم‌سانان از خانواده پستانداران هستند. آنها معمولاً بزرگ تا خیلی بزرگ هستند و شکم نسبتاً ساده و انگشت میانی بزرگی دارند.
- خانواده: اسبان (horses etc.)
  - سرده: اسب‌ها
    - گورخر آسیایی، E. hemionus NT
      - خر وحشی سوری، E. h. hemippus EX
      - خر وحشی هندی، E. h. khur NT
      - گورخر ایرانی، E. h. onager EN

## راسته:جفت‌سم‌سانان

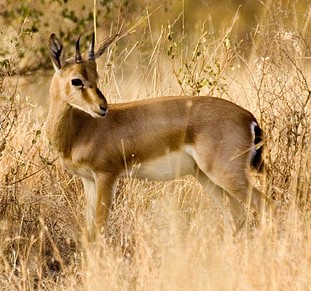
جبیر

جفت‌سم‌سانان از خانواده سم‌داران هستند که وزن آن‌ها به‌طور مساوی توسط انگشتان سوم و چهارم تحمل می‌شود، نه بیشتر یا تماماً توسط انگشت سوم مانند تک‌سم‌سانان. حدود ۲۲۰ گونه جفت‌سم‌سانان وجود دارد، از جمله بسیاری از آنها که اهمیت اقتصادی زیادی برای انسان دارند.
- خانواده: گاوان (cattle, antelope, buffalo, sheep, goats)
  - زیرخانواده: شاخ‌درازیان
    - سرده: آهو
      - جبیر، G. bennettii LC[۴۸]
      - غزال ایرانی، G. subgutturosa VU[۴۹]

  - زیرخانواده: بزیان
    - سرده: بز کوهی (سرده)
      - کل و بز، C. aegagrus NT[۵۰]
        - پازن، C. a. aegagrus

    - سرده: قوچ‌ومیش
      - Mouflon, O. gmelini NT[۵۱]
        - Armenian mouflon, O. g. gmelini

      - گوسفند وحشی اوریال، O. vignei VU[۵۲]
- خانواده: گوزنان (deer)
  - زیرخانواده: گوزنیان جهان قدیم
    - سرده: گوزن‌ها
      - مرال، C. elaphus LC[۵۳]

    - سرده: گوزن زرد اروپایی
      - گوزن زرد ایرانی، D. mesopotamica EN

  - زیرخانواده: گوزنیان جهان جدید
    - سرده: شوکا (سرده)
      - شوکا، C. capreolus LC
- خانواده: گرازان (pigs)
  - زیرخانواده: خوکیان
    - سرده: خوک
      - گراز، S. scrofa LC[۵۴]

## راسته:جونده‌سانان

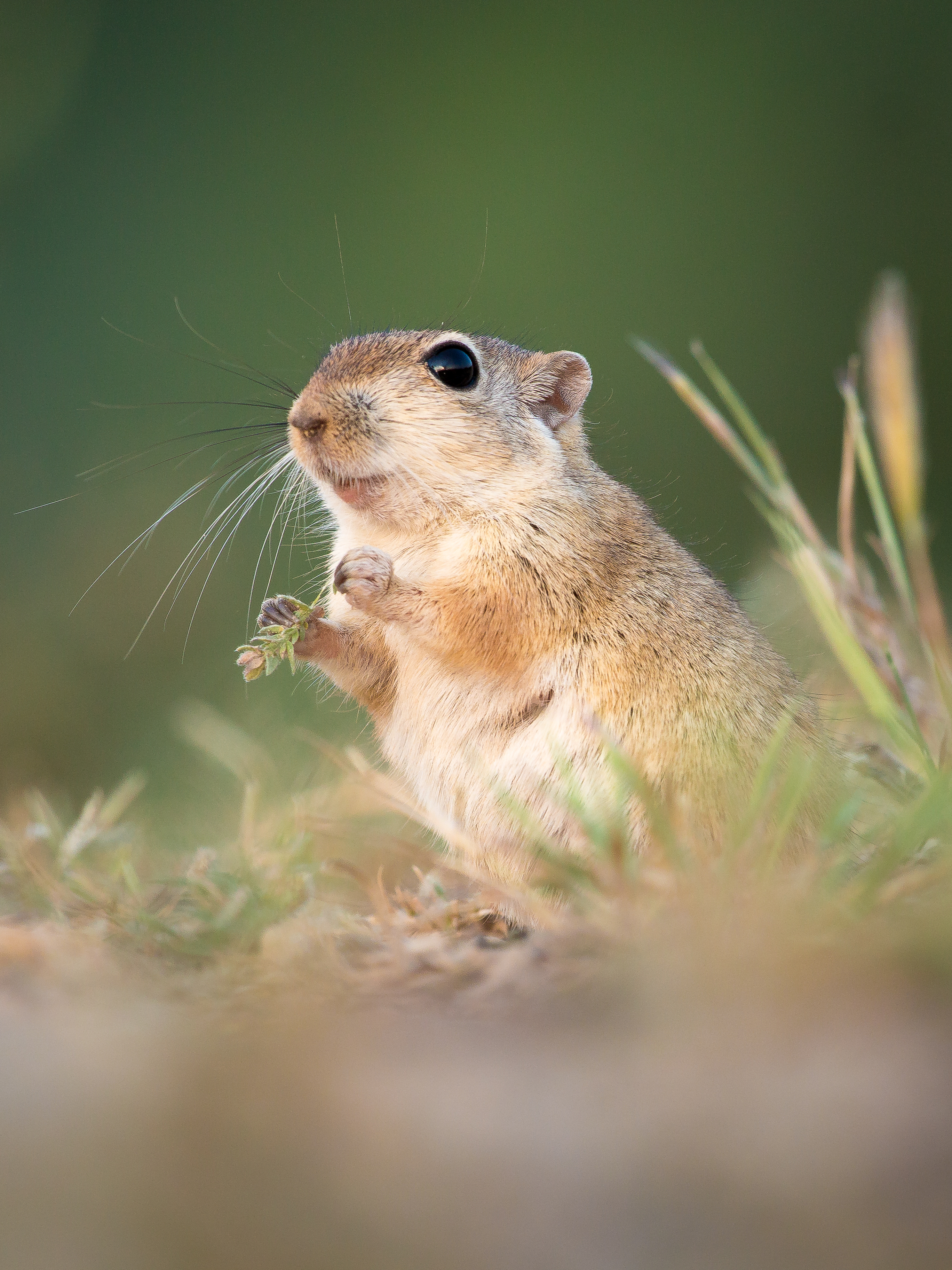
جرد هندی

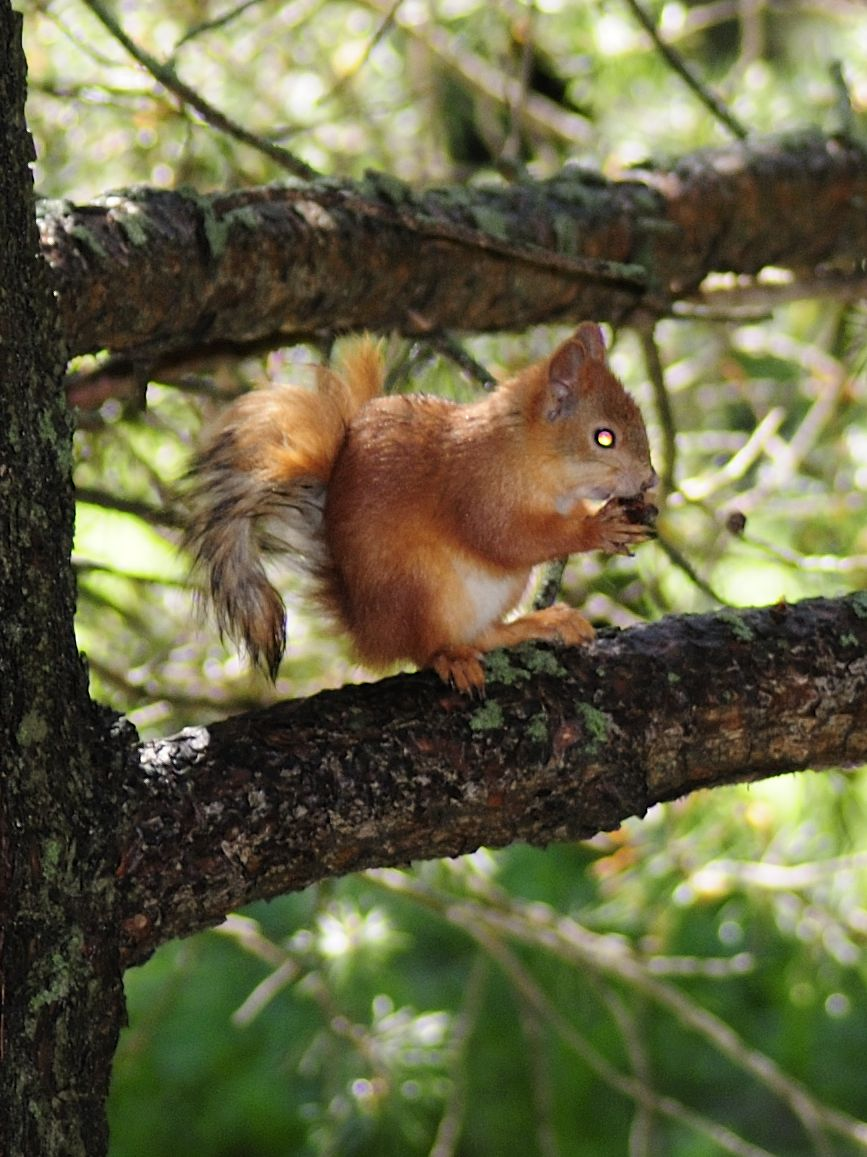
سنجاب ایرانی

جوندگان با بیش از ۴۰ درصد از گونه‌های پستانداران، بزرگ‌ترین راسته پستانداران را تشکیل می‌دهند. آنها دو دندان پیش در فک بالا و پایین دارند که به‌طور مداوم رشد می‌کنند و باید با جویدن کوتاه نگه داشته شوند.
- زیرشاخه: تشی‌ریختان
  - خانواده: تشی‌های جهان قدیم
    - سرده: تشی
      - تشی هندی، H. indica LC[۵۵]
- زیرشاخه: سنجاب‌آروارگیان
  - خانواده: سنجاب (squirrels)
    - زیرخانواده: سنجابیان
      - تبار: Sciurini
        - سرده: سنجاب (سرده)
          - سنجاب ایرانی، S. anomalus LC

    - زیرخانواده: زیباسنجابیان
      - سرده: سنجاب نخلی
        - سنجاب بلوچی، Funambulus pennantii LC

    - زیرخانواده: خشکی‌سنجابیان
      - تبار: خشکی‌سنجاب‌ها
        - سرده: سنجاب زمینی پنجه‌دراز
          - سنجاب زمینی پنجه‌دراز، Spermophilopsis leptodactylus LC

      - تبار: سنجاب زمینی
        - سرده: دانه‌دوست‌ها
          - سنجاب زمینی زرد، S. fulvus LC
          - سنجاب زمینی پیراحمد، S. xanthoprymnus NT

  - خانواده: موش زمستان‌خواب (dormice)
    - زیرخانواده: Leithiinae
      - سرده: Dryomys
        - موش زمستان‌خواب درختی، Dryomys nitedula LC

      - سرده: زمستان‌خواب‌های دم‌موشی
        - سنجابک دم‌موشی، Myomimus personatus DD
        - سنجابک دم‌موشی ایرانی، Myomimus setzeri DD

    - زیرخانواده: Glirinae
      - سرده: Glis
        - Iranian edible dormouse, Glis persicus NE

  - خانواده: موش دوپا (jerboas)
    - زیرخانواده: Allactaginae
      - سرده: موش‌های دوپای بیابانی
        - دوپای کوچک، Allactaga elater LC
        - دوپای فرات، Allactaga euphratica LC
        - موش دوپای ایرانی، Allactaga firouzi DD
        - دوپای بلوچی، Allactaga hotsoni LC
        - دوپای ویلیام، Allactaga williamsi LC
        - Tousi jerboa, Allactaga toussi

      - سرده: Pygeretmus
        - خرگوشک (جانور), Pygeretmus pumilio LC

    - زیرخانواده: Dipodinae
      - سرده: Dipus
        - دوپای خراسانی، Dipus sagitta LC

      - سرده: پامسواکی
        - پامسواکی بلانفورد، Jaculus blanfordi LC
        - پامسواکی مصری کوچک، Jaculus jaculus LC
        - Thaler three-toed jerboa, Jaculus thaleri

  - خانواده: Spalacidae
    - سرده: Spalax
      - Lesser mole rat, Spalax leucodon LC

  - خانواده: هامستر دم‌دراز
    - سرده: هامستر دم‌دراز
      - همستر دم‌دراز زاگرسی، Calomyscus bailwardi LC
      - Afghan mouse-like hamster, Calomyscus mystax LC
      - هامستر دم‌دراز ایرانی، Calomyscus urartensis LC
      - Goodwin's mouse-like hamster, Calomyscus elburzensis LC
      - همستر دم‌دراز فشمی، Calomyscus grandis

  - خانواده: همسترهای دم‌کوتاه
    - زیرخانواده: همستر
      - سرده: Cricetulus
        - هامستر خاکستری، Cricetulus migratorius LC

      - سرده: Mesocricetus
        - همستر ترکی، Mesocricetus brandti LC
        - همستر طلائی، Mesocricetus auratus LC

    - زیرخانواده: ولیان (جانور)
      - سرده: ول‌های آب‌دوست
        - موش آبی اروپایی، A. amphibius LC[۵۶]

      - سرده: بلانفوردموش‌ها
        - ول افغانی، Blanfordimys afghanus LC

      - سرده: Chionomys
        - موش برفی، Chionomys nivalis

      - سرده: Ellobius
        - ول حفار ترکمنی، Ellobius talpinus LC
        - ول حفار افغانی، Ellobius fuscocapillus LC
        - ول حفار کردی، Ellobius lutescens LC

      - سرده: Microtus
        - ول گونتر، Microtus guentheri LC
        - ول ایرانی، Microtus irani LC
        - Baluchistan vole, Microtus kermanensis EN
        - ول معمولی، Microtus obscurus LC
        - موش مغان، Microtus socialis LC
        - Transcaspian vole, Microtus transcaspicus LC
        - European pine vole, Microtus subterraneus LC
        - ول معمولی، Microtus arvalis LC
        - ول میجر، Microtus majori LC
        - ول جنوبی، Microtus levis
        - ول قزوینی، Microtus qazvinensis
        - ول پارادوکس، Microtus paradoxus
        - ول علفزار، Microtus schelkovnikovi
        - Daghestan pine vole, Microtus daghestanicus

  - خانواده: موشان (mice, rats, voles, gerbils, hamsters, etc.)
    - زیرخانواده: Deomyinae
      - سرده: موش خارپشت
        - موش خاردار معمولی، Acomys cahirinus LC
        - موش خاردار شرقی، Acomys dimidiatus

    - زیرخانواده: جربیل
      - سرده: Gerbillus
        - جربیل کرمانی، Gerbillus aquilus LC
        - جربیل پا سفید، Gerbillus cheesmani LC
        - جربیل بین‌النهرین، Gerbillus mesopotamiae LC
        - جربیل بلوچی، Gerbillus nanus LC
        - جربیل کوتوله، Gerbillus henleyi

      - سرده: Meriones
        - جرد ناخن‌زرد، Meriones crassus LC
        - جرد هندی، Meriones hurrianae LC
        - جرد لیبی، Meriones libycus LC
        - جرد نیم‌روز، Meriones meridianus LC
        - جرد ایرانی، Meriones persicus LC
        - جرد تریسترم، Meriones tristrami LC
        - جرد آذری، Meriones vinogradovi LC
        - جرد زارودنی، Meriones zarudnyi EN
        - Dahl's jird, Meriones dahli

      - سرده: جرد بزرگ
        - جرد بزرگ، Rhombomys opimus LC

      - سرده: جربیل هندی
        - جربیل هندی، Tatera indica LC

    - زیرخانواده: نیاموشان
      - سرده: Apodemus
        - موش گردن‌زرد، Apodemus arianus LC
        - موش صحرایی شیرازی، Apodemus fulvipectus LC
        - Broad-toothed field mouse, Apodemus mystacinus LC
        - Black Sea field mouse, Apodemus ponticus LC
        - Ward's field mouse, Apodemus wardi LC
        - Hyrcanian field mouse, Apodemus hyrcanicus
        - موش گردن‌زرد، Apodemus flavicollis
        - موش صحرایی آرال، Apodemus uralensis
        - موش صحرایی شیرازی، Apodemus witherbyi
        - Apodemus avicennicus

      - سرده: Golunda
        - موش بوته‌زار هندی، Golunda ellioti LC

      - سرده: موش (سرده)
        - موش مقدونیه، Mus macedonicus LC
        - موش خانگی، M. musculus LC[۵۷]

      - سرده: Nesokia
        - موش ورامین، Nesokia indica LC

      - سرده: موش صحرایی
        - موش صحرایی قهوه‌ای، R. norvegicus LC introduced[۵۸]
        - موش صحرایی سیاه، R. rattus LC introduced[۵۹]
        - موش هیمالیایی، R. turkestanicus LC

  - خانواده: نوتریایان! موش بیور
    -       - سرده: Myocastor
        - موش بیور، Myocastor coypus

## راسته:خرگوش‌سانان

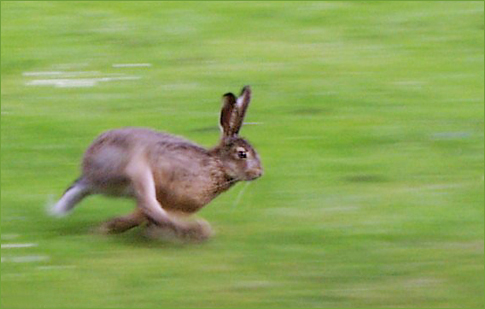
خرگوش صحرایی اروپایی

خرگوش‌سانان یا لاگومورف‌ها شامل خانواده‌های خرگوشان و خرگوش بی‌دم هستند. اگرچه آنها می‌توانند شبیه جوندگان باشند، و تا اوایل قرن بیستم به عنوان یک ابرخانواده در آن نظم طبقه‌بندی می‌شدند، اما از آن زمان به بعد به عنوان یک راسته جداگانه در نظر گرفته شدند. آنها در تعدادی از ویژگی‌های فیزیکی با جوندگان متفاوت هستند، مانند داشتن چهار دندان در فک بالا به جای دو دندان.
- خانواده: خرگوشان Leporidae
  - سرده: خرگوش صحرایی
    - خرگوش صحرایی قهوه‌ای، L. capensis LC[۶۰]
    - خرگوش صحرایی اروپایی، L. europaeus LC[۶۱]
    - خرگوش صحرایی شرقی، L. tolai LC[۶۲]
- خانواده: خرگوش‌موشان Ochotonidae
  - سرده: خرگوش بی‌دم
    - خرگوش بی‌دم افغانی، O. rufescens LC

## گونه‌های منقرض‌شده
- نیاگاو (تاریخ انقراض نامعلوم) در گذشته در بخش‌هایی از فلات ایران زیست می‌کرده‌است.[۶۳]
- فیل سوری تا پیش از انقراض در دوران باستان، در جنوب ایران یافت می‌شده‌است.[۶۴]
- موس قفقازی تا حدود ۲۵۰ سال پیش در شمال و غرب ایران زیست داشت و پس از گاومیش کوهان‌دار اروپایی، بزرگ‌ترین پستاندار خشکی‌زی ایران محسوب می‌شد.[۶۵]e
- گاومیش کوهان‌دار اروپایی تا حدود ۳۰۰ سال پیش در شمال و غرب ایران وجود داشت و بزرگ‌ترین پستاندار خشکی‌زی ایران به‌شمار می‌رفت.[۶۶]
- غرم تا حدود ۱۰۰ سال پیش در کوهستان‌های شمال و غرب ایران یافت می‌شد.[۶۷]
- شیر ایرانی فقط در استان‌های خوزستان و فارس ایران ثبت شده‌است. آخرین مشاهدهٔ ثبت‌شده در سال ۱۹۵۷ در درهٔ رودخانهٔ دز رخ داد.[۶۸]
- ببر مازندران تا پیش از سال ۱۹۶۰ در نواحی شمالی اطراف دریای خزر و در مناطقی از قفقاز جنوبی و ترکستان شوروی وجود داشت. آخرین ببر ایران در سال ۱۹۵۸ در پارک ملی گلستان مشاهده شد.[۶۹]
- سگ آبی اوراسیایی (ببرَگ) در گذشته در رودخانه‌های شمال و غرب ایران زیست می‌کرده اما به دلیل شکار و تخریب زیستگاه، منقرض شده‌است.[۷۰]
- شتر دوکوهانه وحشی تا حدود ۲۵۰ تا ۳۰۰ سال پیش در شمال و شمال‌شرق ایران، به‌ویژه در نواحی خراسان بزرگ و حاشیه کویر قره‌قوم، حضور داشته‌است. از این گونه هم در مسیرهای تجاری جاده ابریشم استفاده می‌شد و هم گله‌های نیمه‌وحشی آن در بیابان‌های مرزی مشاهده می‌گردید.[۷۱]